# はみだしっ子
『はみだしっ子』（はみだしっこ）は三原順の漫画作品。白泉社の少女漫画雑誌『花とゆめ』で1975年から1981年まで連載された。
『花とゆめ』1975年1月号に読み切り作品として掲載された短編「われらはみだしっ子」が初出である。その後、続編が再び読みきりとして掲載されたのちに、連載作品として扱われるようになった。単行本の1・2巻は『はみだしっ子』単行本ではなく三原順傑作選として各巻に題名がつけられていた。そのため、連作短編シリーズとして『「はみだしっ子」シリーズ』と呼ばれることもある。
単行本（花とゆめコミックス）は全13巻が1976年から1981年にかけて刊行された（絶版。他に関連単行本として『ロング アゴー』全1巻、1982年）。1992年から1993年にかけて愛蔵版全5巻が刊行（絶版）。1996年以降は白泉社文庫全6巻として刊行されている。

## 概要
思春期前の4人の少年が主人公である。それぞれの複雑な事情で、親に見捨てられたり、親を見限ったりして家出し、共同生活を送ることとなった彼らの心の彷徨と成長が描かれている。

### 舞台設定
作品中に明記されておらず、作者自身も明確な設定を示すことを避けていたが「英語圏であることは間違いない」と語っていた。裁判制度（陪審制度など）についてイギリスを参考にしたという作者談もある。「サーニンは英国人だ」という台詞も作中に登場する。
年代も特に明記されることはなかったが、1981年に発表された番外編「楽屋裏」において1979年晩秋であることが明記されており、連載時期と同一の時間進行と考えられる。

### 文章表現
登場人物は、会話においても、一人内省するときにおいても、自らの意見・感情・立場などを、論理的に言葉をつくして説明するため、ネームの量が膨大になっている（終盤、まるまる1ページを1コマとしてすべて文章で埋め尽くされているページがある）。また文や台詞が言い切りになっておらず、述語がないまま「…」とぼかされ、後は読者の読解力や思考力に一任する手法が多用されている。ハイネの詩篇の引用もある。特筆される台詞等は『はみだしっ子語録』と題する一冊の本にまとめられた。

### 音楽その他
作品中に描かれる音楽や書籍等においては作者の趣味が随所に反映され、実在のものが多く登場し、登場人物がそれらを聴き、歌い、読む。音楽の例としては、ジョーン・バエズ、ピーター・ポール&マリー、ジャニス・ジョプリン、ローリング・ストーンズ、エマーソン・レイク・アンド・パーマー等の実在の作品名や歌詞が登場する。また、本編のサブタイトルも、シカゴなど当時人気があった英米ミュージシャンの曲名や、映画のタイトルに因んだものが多い。

## あらすじ
Part.1からPart.9

グレアム、アンジー、サーニン、マックスの4人の少年は、親に価値を強要され、親に捨てられ、親の関心を受けられず、親に虐待され家出して出会う。「親という名を持った人間じゃなくホントに愛してくれる人」を求めて、社会からの“はみだしっ子”を選択し、放浪する。グレアムの叔父からの仕送りで経済的な心配はなく、大人たちを小気味よくあしらい、時に喧嘩をしながらも、互いに支え合い心の傷を克服していく。
Part.10からPar.12

雪山遭難で重大な事件が起こり、4人それぞれが深く傷つきバラバラになるが、また再会をして4人の生活に戻る。

乘っていたバスが雪山で遭難し、1人が無意識にギイを射殺、アンジーはシドニーとアルフィーに隠蔽してもらい、グレアムは精神を病む。失踪したマックスは孤児院で生活する。先に助けを求めて雪山を下りたサーニンは、牧場で暮らし、気性の荒い競走馬エルバージュの馬主になる。ところが八百長事件に巻き込まれ、薬殺処分になるエルバージュを４人で救い、また4人の生活に戻る。
Part.13からpart.16

4人が社会的信用を持たない立場を理解しはじめ、クレーマー家に養子に入る事を決める。

エルバージュの小屋代と復活に向けた検査費を稼ぐために、4人は家出の素性を隠してあちこちでアルバイトに精を出す。グレアムが父と死別し、サーニンがクークーと出会う。養子の話が持ち込まれ、グレアムは雪山の事件を隠して養子に行くことに苦悩するが、4人でクレーマー家の養子に入る事に決める。
Part.17から長編のPart.19

クレーマー家に養子に入り、4人それぞれが"はみだしっ子"を卒業してゆく。

サーニンは、エルバージュの復帰が上手くいかず、亡くなったクークーを胸に前向きに生きる事を決める。アンジーは、最初にバカ息子を演じるが、グレアム救出でジャックを頼り、将来ジャックの後を継いで医者になる事を決める。マックスは、定住生活になかなか馴染めず、家の外で友人を多く作り近所の子供達のボスになるも、不良リッチーとの抗争でグレアムがリッチーに刺されてしまう。その後ジャックに全てをぶちまけ、クレーマー家の頼れる息子に成長する。グレアムは、裁判でリッチー側弁護士フランクファーターの弁論にひどく心を乱されるが、リッチーを陥れて裁判に勝つ。雪山事件を清算すべく、ミス・フエル・ブラウンに会いに家出するが、相手の拒否にあい失敗。自殺もアンジーとジャックに阻止され引きこもる。雪山事件の隠蔽を手伝ったアルフィーが亡くなり、グレアムが、ジャックとトリスタンの友人たちの前で、雪山事件を自分が射殺したと告白したところで物語が終わる。

## 主要キャラクター

### “はみだしっ子”
本作の主人公達。本名として示しているのはクレーマー家に養子に入る以前の本名
- グレアム
本名はサーザ・グレアム・ダルトン。少年。初登場時で7歳（8歳の誕生日の目前）、物語の最後では14歳。4人の中では一番年長で責任感が強く、4人の「キャプテン」。黒目黒髪、失明した右目を髪で隠している。罪悪感からいつも黒い服を着ており、しばしばペンギンにデフォルメされる。
母は男と駆け落ち。有名なピアニストで厳格な父にピアノ練習を強要される。犬を庇った際に怒った父の杖で右目を失明。心を許した伯母（エイダの母）が「サーザに眼をあげて」[2]と言い残して自殺したためみずから家を出るが、のちに病死した父親から角膜移植を受けることになる。伯母を死に至らしめた「人殺し」と自己規定しており、雪山事件ののち精神を病む。
- アンジー
本名はリフェール・ステア。少年。初登場時には7歳（グレアムより3か月年下）、物語の最後では13歳。緑の目に銀髪、母親譲りの美形。フリルのついた服を好む。小児麻痺で足に障害がある。意地っ張りであまのじゃくだが根はやさしく、他の3人に気を配り世話を焼く係。アンジー”は、母に呼ばれていた愛称「アンジュ（天使）」を名乗った際にサーニンが聞き違えたもの。ときどき河童にデフォルメされる。
女優志望の母親の婚外子（私生児）として生まれ、親戚に預けられて育つ。成功のチャンスを掴んだ母親に捨てられ、みずから家出する。作品初期は松葉杖をついているが、のちに自身の努力で杖なしで歩けるようになる。
- サーニン
本名はマイケル・トーマス。少年。初登場時は5歳、物語の最後では11歳。茶色の目に茶色の髪。鳥や動物が好きで体も丈夫な野生児。いつもシマシマの服を着る。“サーニン”は地下室で唯一の話し相手だったインコの名前。
父親と母方曾祖父の反りが合わず、母親が板挟みとなって精神を病んで亡くなる。そのショックで一時的に言葉と記憶を失い、半地下室に監禁されているところをアンジーに助け出された。雪山事件のあと競走馬エルバージュの馬主となる。自閉症の少女クークーが大切な存在。
- マックス
本名はマックス・レイナー。少年。初登場時は5歳（サーニンより2か月年下）、物語の最後では11歳。金髪碧眼でおでこが広く、泣き虫で甘えん坊の末っ子的存在。相手を思いやる純粋な言動で周囲を幸せにする。
母親は産んだマックスを置いて出ていき、顔を知らない。酒浸りの父親に首を絞められ、殺されかけて家を出た。道端で転がっていたところを3人に拾われる。グレアムとエイダの関係を救う。雪山事件では拳銃で殺人を犯すが、本人には記憶がない。

### 関係者
名前の後の「Part.**」は本編における登場回。電話越しのようなキャラクター画像が出ない場合は除き、台詞がない場合でも登場したときはあげてある。

#### はみだしっ子4人の養子先のクレーマー家と関係者
- ジャック・クレーマー(Part.1、Part.17 - )
男性、外科医、1979年晩秋において38歳。Part.1で凍死しかけていた4人を救い、Part.17ではみだしっ子4人を養子に引き取った。養父として１人１人を受け止め向き合う。
男ばかりの兄弟の末っ子。家族と折り合いが悪く、家庭教師に誘拐された経験を持つ。父親の商売を継がず医学部に入学して勘当され、叔父のフレッド以外とは絶縁状態。パムが子供を産めなくなってから、愛してくれる親がいなくてかつ悲しそうな雰囲気ではない養子を探していた。
- パメラ・クレーマー(Part.17 - )
女性、ジャックの妻。愛称はパム。1979年晩秋において33歳。養子として4人を迎えた当初は戸惑うことも多かったが、愛情深く4人を受け止める。
ロナルドの元妻レティシアの友人で、ロナルドの紹介でジャックと出会い結婚。妊娠中に、バス事故のトリアージで手術を受けられずに子供が亡くなった事を逆恨みしたジャックの友人にはしごから落とされ流産、子供を産めなくなった。
- ロナルド・グレンマイヤー(Part.17 - )
男性、医師　ジャックより3歳年下。少年期からのジャックの友人かつ同僚、「オブザーバー」として頻繁にクレーマー家に来て4人と関わる。アンジーに懐かれた。
3人の姉を持つ末っ子で完全主義者。2学年飛び級した年に、誘拐されたショックでジャックが1年留年していて一時期同級となった。二人の少年期から青年期を描いた作者の別の作品『ロング アゴー』の主人公。別れた妻・レティシアの間に一人娘シベールがいる。
- サリー(Part.18 - )
クレーマー家に仕える家政婦。厳しくも愛情深く4人に接する。

#### グレアムの生家ダルトン家と関係者
- エイダ・ムア(Part.5、9、10、11、12、14)
グレアムの従姉。幼馴染み。自殺した伯母の娘。Part5で自分の母親（グレアムの伯母）が自殺したのは、グレアムのせいだと責めてグレアムに家に戻る事を強要するが、4人の絆を知って、グレアムの右目の失明は、自分がグレアムの父に悪く告げ口をしたせいだと告白する。マックスに「ぼくねェ、おねえちゃんが好きだよ　今度あったらさぁ、みんな友達になれるよね」[3]と受け入れられて、以後4人の協力者として、陰ながら様々な援助を行う。
- オフィーリア(Part5、11、12、13、16)
女性。愛称は「フーちゃん」。エイダの友人。Part5でエイダに同行し、雪山事件の後は、アンジーとグレアムに隠れ家として別荘を提供する。暫くはサラブレッドのエルバージュも預かる。アンジーの想い人。アンジーが医者になる事を決めた時には、期待を1年分前貸しする。容姿・名前から、作者の知人であるくらもちふさこがモデルである事は公然の事実。[4]
- グレアムの父(Part.5、9、14)
姓はダルトン、有名ピアニスト。演奏旅行で不在が多い。我が強い意志の人。妻が友人と駆け落ち。息子のグレアムにはピアノの英才教育を強要する。グレアムが犬と遊んでいたと聞いて、杖で犬を殴り殺そうとし、グレアムの右目も傷つける。エイダの母親に、死んだら角膜をくれと言う。演奏旅行から帰り、グレアムが家出した事を知り、追って探し求めグレアムを杖で打擲する。その後腫瘍のため死去。亡くなる前にグレアムとの和解を試みるが叶わず、遺言でグレアムに自分の角膜を移植させる。
- グレアムの母(Part.14、18)
グレアムが5歳の時に、父の友人と駆け落ちして外国に在住。その時に妊娠していたジョージーという名の娘がいる。
- グレアムの伯母(Part.5:すべて回想シーン)
グレアム（サーザ）の母の兄の配偶者。グレアムの母がいなくなった後、遊び相手になってくれた。病弱で寝たきりになり、「サーザに眼をあげて」[5]と言い残して左手首を切り自殺した。
- グレアムの伯父(Part.5、14、16、18)
グレアムの母の兄。自殺した伯母の配偶者。グレアムを通して4人に生活費を密かに提供してきた。4人の養子話をまとめる。

#### アンジーの生家と関係者
- イブ・ホーン(Part.3、9、16)
女優。アンジー（本名はリフェール、愛称は「リフ」）を私生児として生んだ後、彼を姉の家に預けて、映画女優を目指し、2週間に１度アンジー「リフ」に会いに来た。その後主演女優のチャンスを掴み、アンジー「リフ」を捨て、映画『Take me with you』（これは『はみだしっ子』Part.19のタイトルでもある）の主役の座を得る。ケイトのせいでアンジーの行方を知った際は、また一緒に住みたいと言ったが、女優として成功した後、アンジーが養子手続きの書類にサインをもらいに行った際には、会う事を避けようとする。
- アンジーの伯母(Part.3）
イブ・ホーンの姉。妹の子アンジー（リフ）を預かる。イブ・ホーンがアンジーを捨てることを決意した時は、もう二度と会いに来ないでという。
- ボビー(Part.3）
アンジーのいとこ。アンジーとは仲が良かったが、小児まひの足のリハビリをしないアンジーに母親がもう会いに来ない事を言い家出のきっかけを作る。

#### サーニンの生家トーマス家
- サーニンの母(Part.4:回想シーン)
気弱で、二人の対立の間で精神を病み、サーニンを構わなかった。雪の中延々と雪かきをして冷たくなり死亡する。
- サーニンの父(Part.4:回想シーン)
性はトーマス。妻の祖父がサーニンにロシアの話を聞かせるのを嫌がり、妻がどっちつかずな態度を取ることを責めた。妻の死後、口を利けなくなったサーニンを疎んで妹の家の地下室に幽閉させた。
- サーニンの曽祖父(Part.4:回想シーン)
ロシア系の母方の曽祖父。サーニンにいつもロシアの話を聞かせていた。

#### マックスの生家レイナー家
- マックスの父(Part.10:回想シーン)
性はレイナー。マックスの母親に出て行かれ、後妻にも出て行かれる。酒乱気味でマックスに対していつも「邪魔もの」と言い、乱暴を振るっていた。

#### 雪山事件の関係者
- ジョイ(Part.10)
男性。遭難バス同乗者。銀行強盗で警備員2人を射殺し、逃亡中に一般の観光客を装って4人と共に雪山行きバスに乗る。運転手を脅して道を変えさせ、バス遭難の原因を作る。遭難後、ラジオで正体がばれた事を知り、マックスの前で拳銃自殺。
拳銃はマックスが取り上げ、ギィ射殺（5発目：最後の弾）→アンジー（自殺未遂）→シドニー→アンジーの順に渡り歩き、Part.19でアンジーがグレアムを脅すクライマックスで用いられる。
- ギィ・サリバン(Part.10、Part.19で回想シーンに登場）
男性。遭難バス同乗者。シャーリーのマネージャー。行方不明になったシャーリーが戻ってこないのは、お前たちのせいだ邪魔者とグレアムの首を絞めかけたところ、父親に邪魔者と首を絞められる夢と現実を混同したマックスが眠ったまま拳銃を発射、被弾して即死する。死体は「丁度中が空いていた」シドニーの墓に一時的に収められたあと、海に沈められた。死亡した妻の妹のフェル・ブラウンがいる。
- シャーリー(Part.10)
遭難バス同乗者。落ち目の歌手。マネージャーはギィ。ヘロイン中毒。グレアムに痛み止めと称してヘロインを渡す。吹雪の夜に自分の歌をけなされ行方不明になり、後に刺殺体で発見される。
- アンジー(Part.10)
遭難バス同乗者。4人と同年代くらいの女の子。他のメンバーと下山途中に雪雪崩に巻き込まれて死亡。はみだしっ子のアンジーと同名で混同されて、はみだしっ子のアンジーは雪山遭難者として記録に含まれなかった。
- アルフィー(Part.2、10、Part.19で写真と手紙)
遭難バス同乗者。Part2で4人とレディ・ローズのアパートで出会ったシドニーのヨット仲間。シドニーの依頼で4人を追って同じバスに乗った。マックスが拳銃を撃った場面には居合わせなかったが、救助された後は、シドニーと共に事件の後始末と隠蔽を行う。その後シドニーの血縁マーチン一族会社の労組運動を行う。終盤に組合長と共に事故死。
- シドニー・マーチン(Part.9、10)
財閥マーチン一族の嫡子だが、一族の脅迫で戸籍上死んだ事にされた。はみだしっ子4人との出会いをきっかけに、一族に対抗を始める。雪山事故を知り自身で救助に向かい、ギイの死体と一緒のアンジーを見つけ、死体の始末を引き受ける。しばらく精神が不安定なアンジーの世話もする。その後アルフィーをフロントに、一族の会社の労組運動を影から支援する。
- ドクター・ヒューズ(Part.10、19)
雪山の事件の後、精神を病んだグレアムの治療にあたった精神科医。Part.19でクークーが入院していた病院の院長として、クークーを探していたグレアムと再会する。グレアムは記憶がないがなつかしさを感じて、長時間話をする。

#### グレアムの家出事件の関係者
- フェル・ブラウン(Part.19)
ギィの義妹。姉の死後ギィと共に暮らし、ギィに可愛がられていたが、ギィが時々警察のお世話になる事に心を痛めていた。グレアムからギィを射殺したと告白され、報復を提案されたが、グレアムを殺すことでギィを責めてしまうことになると断り、グレアムに「自由になって」と言い別れる。
- ウィン・ショークロス(Part.19)
フェル・ブラウンの婚約者。ギイ名義で送金を続け、フェル・ブラウンに会いに来たグレアムを誘拐・監禁する。

#### マックスが過ごした孤児院の関係者
- ジャネット(Part.11)
孤児院で皆の世話をしている女性。ヒステリー気味で、孤児達との関係に悩む。
- ヴァトゥ(Part.11)
孤児院の子。少年。マックスと同じ年齢。母親は死亡し父親はアルコール中毒で入院。荒んでいくが、マックスが孤児院から出て行く手助けをする。
- ミッジ(Part.11)
孤児院の子。少女。マックスの1歳年上。「孤児院の子だから」と悪口を言われたくないので、品行方正成績優秀で通している。
- ブラッド(Part.11)
孤児院から学校通うようになったマックスの学友。少年。黒髪・黒目で親切なところがグレアムを連想させ、最初マックスは無意識に避けるが、昔のグレアムとの誓いを思い出して和解し、友達になる。グレアムが孤児院に来た時には、マックスが取られると思いグレアムを責める。

#### サーニンとエルバージェの事件の関係者
- エル(Part.12、13、16、19)
エルバージェ。サラブレッド。気性の荒い暴れ馬でサーニンが馬主になった。父馬は好調・不調の波が激しく、あだ名は「裏切者」だった。血統が良く強かったが、八百長に事件に巻き込まれ、バルビツール酸系弛緩剤入り角砂糖を食べさせられて1敗し最終戦はゴールをくぐらず6戦4勝。伝染性貧血の偽診断を受け薬殺処分に向かうところをサーニンら4人組が強奪した。その後サーニンらが復帰を頑張るも、物語終了まででは復帰は適っていない。
- キャシー・シグナン(Part.10、12)
少女。サーニンの1歳年下（6歳）雪山事件の後、放心状態で彷徨していたサーニンと出会い、自宅に誘う。
- ミセス・シグナン(Part.12、19)
キャシーの母。雪山事件の後サーニンを保護するが、傷を治さないサーニンを実家の父の牧場に預ける。バーガー医師の脅迫を受けてエルにバルビツール酸系弛緩剤入り角砂糖を食べさせる。Part.19では、エルとそっくりなラッド・ダンサーという馬とエルをすり替えて、エルをラッド・ダンサーとしてレースに出そうとする。
- バーガー (Part.12)
男性。キャシーの家の主治医（家庭医）。シグナン氏を脅迫し八百長を強制。グレアムらに知られた事に気づくと、証拠隠滅のため、エルが伝染性貧血と診断書を書き、薬殺処分させようとした。
- チャンピオン(Part. 12、19)
男性。本名はウィリー・ハイド。チャンピオンジョッキーとしてE記念（エルの最後のレース）に、本命「ラモーン」の騎手として出場、騎手にすり替わったサーニンにアドバイスをする。Part.19ではラッド・ダンサーすり替え事件を防ぐために競馬場を訪れたアンジーたちの手助けをした。

#### “クークー”の関係者
- クークー(Part.15、Part.19で回想シーン)
本名はマーシア・ベル。自閉症状の症状を持つ少女。愛情不足説(冷蔵庫マザー説)に基づく病因の設定がされている。はみだしっ子4人が参加した教会のサマー・キャンプで、牧師が隔離していたが、サーニンに出会い、「クークー」というあだ名をつけられた。キャンプの後施設に入院し、通りがかった車から流れる「The Cuckoo」という曲を追いかけ、雨の降る中森の中に駆け出して衰弱し、肺炎で死亡した。
- 牧師(Part.15, 19)
男性。4人が参加したキャンプの主催者。マーシア（クークー）の保護者、サーニンが親しくなる事を嫌った。サーニンがクークーの死を知った事を知って、グレアムに会いに来るが、話がこじれてグレアムを殴ろうとして窓から落ちた。重体だったが助かる。
- ギルバート(Part.15)
4人が参加したキャンプに参加していた少年。4人に友好的で、キャンプ後も写真を送ったり、サーニンにマーシア（クークー）の死を伝える。

#### リッチー事件の関係者
- リッチー・ダグラス(Part.18、19)
少年。クレーマー家の地域の不良のボス。貧しい家庭に育ち、裕福な家庭の子供に敵愾心を抱いている。子犬を蹴飛ばしてマックスと殴り合いになり、マックスが地域の子供達のボスになるきっかけとなった。マックスに復讐するために、マックスの仲間たちを脅して離反させマックスを呼び出したが、グレアム、アンジー、サーニンがかけつけ仲間たちと乱闘になり、グレアムの腹部を刺す。裁判では、フランクファーター弁護士の絶妙な弁論で有利に見えたが、グレアムの姦計でグレアムを再度ナイフで襲い（未遂）、少年院に収監される。
- フランクファーター(Part.19)
男性。リッチーの弁護人。リッチーを無罪にするために、リッチーがグレアムを刺した事を「事故」と主張し、事実関係の確認ではなく陪審への心証を重視した論戦をはり、その論法が、グレアムの興味と嫌悪を招いた。グレアムの姦計で出張中にリッチーが再度グレアムを襲い、敗訴する。
- ラルフ(Part.18-)
少年。マックスの友人。マックスが飼いたかった子犬を譲られたが、リッチーに横取りされた。リッチーに脅される。グレアムのリッチー陥れ作戦に参加。
- ゲイブ(Part.19)
少年。マックスの友人。リッチーに脅されてマックスの仲間の名前と住所を教えてしまう。グレアムのリッチー陥れ作戦に参加。
- ルディー(Part.19)
少年。マックスの友人。成績優秀なクラス委員。リッチーに脅される。リッチーの裁判ではリッチーへの軽蔑を隠さなかった。グレアムのリッチー陥れ作戦に参加。

#### グレアムのバイト先トリスタンの関係者
- マスター(Part. 19)
クレーマー家に養子に入った後のグレアムが内緒ので深夜バイトでピアノを弾いていたバー「トリスタン」のマスター。男性。大学は法科で、裁判によって法律に興味をもったグレアムに法律書を貸し、しばしばグレアムやダナと「プロフェッサー・ウィルフョーの頭蓋骨」などの法律談義をした。
- ダナ(Part.19)
グレアムの内緒の夜間バイト先「トリスタン」の歌手。女性。グレアムを「あんまりバカだから可愛い」弟分とみなしている。フェル・ブラウンに会いに行ったグレアムを追い、彼を受け容れる。

#### その他
- ローリー（Part.1、Part.16で回想シーン)
Part.1で4人が下宿した喫茶店のマスターの妹。はみだしっ子4人を面倒見ていて4人も懐いていたが、4人に黙って警察に通報したため、4人の放浪生活が始まる事になった。
- マスター(Part. 1)
家出してきたばかりのグレアムを保護し、なし崩しにグレアムが誘った残り3人を保護し、はみだしっ子4人に最初の停泊地を提供した喫茶店の経営者。ローリーの兄。
- レディ・ローズ(Part.2)
酔った勢いではみだしっ子4人を自分のアパートに引き入れた、バーなどで歌を歌う水商売の女性。4人をややお節介気味に世話したが、4人がアパートの他の子供たちと乱闘を起こしたためアパートを出る羽目になる。
- エヴァ（Part.4)
はみだしっ子4人が泊まっていたロッジに来た心臓に病を抱えている少女。自分が身体的弱者であることを理由に我がまま放題な振る舞いをし、4人を振り回す。
- ジョン・スミス(Part.6)
公園で昼寝中、マックスに腹を踏まれて4人に出会う。男性。一週間前払いで4人に自分の部屋を提供し、家賃を元手に競馬で儲けると、儲けた金で4人をディスコに連れ出す。お金が無くなると、家賃の未納やもろもろを4人に押し付け女友達と女友達が盗んだ宝石と共に失踪。しかしすぐに捕まる。
- マスター(Part. 7)
映画館で隣り合い、雨宿りのため4人を自分の喫茶店に誘い、居座られた。男性。以前住んでいた国で兵士として従軍し、人を殺したことを4人に告解する。4人相手に「人を殺してまで生きることの正当性」を自問する。
- ケイト(Part.8)
家出娘を引っ掛けて、売春宿に売り渡して生業を立てている女性。アンジーを見かけてイブ・ホーン（アンジーの実母、女優）の子役に最適と見極め、サーニンを監禁して4人を足止めする。しかし売春宿に売り渡した娘に怨恨で刺され重傷になる。
- ダニー(Part.13)
水族館でバイトすることになった4人が下宿した家の次男。少年。飼い犬ロジャーの子犬が爆発事故で傷つき死んだことがきっかけで4人と出会う。
- カール(Part.13)
ダニーの兄。高校を退学して奇抜な服装でグレて歩いている。実は「父さんの自慢の種になるのが嫌い」で、外出した後に友達の家で着替え、昼間はまともな服装で本屋に通うなど「非行」を演出していた。その奇抜な服装で爆発事故を起こした容疑者と間違われたが、反論せず、グレアムの一芝居で告白をした。
- ダニー・カールの父(Part.13)
水族館に餌の魚を仕入れている。若い頃、一山当てようと飛び出したが失敗した過去があり、カールとダニーに自分の失敗を繰り返させないようにに口出しするが、かえってカールに反発された。

## 本編タイトル・ストーリー
物語は「Part.」で区分された本編Part.1 - Part.19と、番外編からなる。初期の本編の各パートは20 - 30ページの読みきり中編であるが、最後のPart.19は600ページ以上（単行本4巻、文庫版2巻）に渡る長編である。

### Part.1 われらはみだしっ子
- 読みきりとして掲載された第1話。最後の1ページには、成長した5年後の彼らが描かれていたが単行本化の際にカットされた。この最終ページは「LOST AND FOUND 三原順秘蔵作品集」に収録されている。

グレアム、アンジー、サーニン、マックスの4人の子供は、親から見捨てられ、あるいは親を見限って家出しして知り合い、喫茶店でマスターの妹のローリーの世話を受けながら共に暮らす。しかりローリーが警察に通報している事を知って、クリスマスイブの夜に「親という名を持った人間ではない、ホントに愛してくれる人」を探してローリーの元を出る。雪の路傍で凍死しかけたところを、通りがかりの医師に救助されるが、看護師に家出を指摘されて、「きれいな衣をまとった人よさようなら、ザマアミロ！」と、4人で病院を抜け出す。

### Part.2 動物園のオリの中
- Part.1同様、雑誌掲載時には成長した数年後の彼らがPart.2の内容を振り返っているページが描かれているが、単行本・文庫版ではカットされている。この最終ページは「LOST AND FOUND 三原順秘蔵作品集」に収録されている。

酒場で働くレディ・ローズに拾われ、4人は彼女のアパートで暮らす。しかし「人間の動物園」アパートの他の住民の小鳥をいじめていた子供達と喧嘩し、レディ・ローズはアパートを追い出される。4人は動物園のオリの中に隠れて見世物になるより、オリの外に出ることを選ぶ。

### Part.3 だから旗ふるの
アンジーは、些細な喧嘩から、飛び出し箱に隠れ、離れ島に運ばれてしまう。一人で、リフと呼ばれていた頃のことを回想する。近くに小舟が通りかかっているという知らせに、アンジーは母を待ち続けて捨てられたトラウマを乗り越えて旗を振り、3人と再会する。

### Part.4 雪だるまに雪はふる
4人はスキーロッジに滞在。同宿の心臓病を患った少女・エヴァは高慢に4人に命令し、彼女の母親は何も言えない。エヴァに命じられて雪だるまを作るサーニンは、自分の母親が父親と曾祖父の間で何も言わず板挟みになり、精神を病んで雪の日に亡くなった事を話す。

### Part.5 階段のむこうには
グレアムの元に、いとこのエイダから電話が来て、4人はエイダが指定した「Hotel Hell」に滞在する。エイダはグレアムを人殺しと責め、自宅に帰る事を強要する。アンジーは、『いざって時逃げるため』に階段で松葉杖なしで歩く練習をして、松葉杖無しで歩けるようになる。マックスは親切なお姉さんと仲良くなるが、グレアムを追い詰めているエイダと知って、エイダにグレアムの変わりに自分を殺して良いと申し出る。サーニンが一芝居売って階段でアンジーがエイダと対決、エイダはグレアムを庇う4人の結束を見て、グレアムの右目の失明は、自分が告げ口をしたせいだと告白する。マックスが「ボクお姉ちゃンが好きだよ、今度あったらみんな友達になれるよね」と言い、4人は明るい光に向かって駆けだす。

### Part.6 レッツ・ダンス・オン!
「今日は今日を生きてりゃいい、踊ってりゃご機嫌」というジョンのアパートに転がり込んだ4人。マックス以外の3人はジョンに連れられてディスコに通い詰める。グレアムはディスコの音任せで強制的な気分転換の中、心の中で4人を裏切りかけていた。しかしジョンに嵌められて逃走中、「こいつらをダシにしていればかろうじて自分を自分で支えられている」と気がつく。

### Part.7 夢をごらん
雨宿りの映画館で出会ったマスターの喫茶店に転がり込んだ4人。マスターはかつて従軍し、「敵」を「物」のように殺した過去を悔いていた。サーニンがマスターに懐き、4人もこのままいられる事を夢見る。街は川向こうの街と抗争しており、街の子供達もお互いを敵として団結していた。マックスが川向うに渡ると、川向うの子供達に石を投げられ、だからと仲間に入る事を強要する街の子供達と喧嘩になり、4人はマスターの喫茶店を出ていく。

### Part.8 残骸踏む音
渡り鳥に会いに行く途中の4人は、とある手紙を届けるために寄り道をした。その家のケイトは家出娘をひっかけては売春宿に売っていた。4人が家出と直感し、サーニンを地下室に幽閉して、アンジーを（本当の母親の）イブ・ホーンの子供役にと応募する。それを知ったアンジーは荒れ、ティーセットを壊し踏みつける。幽閉にトラウマのあるサーニンは、「渡り鳥」の強さを心に描いて耐える。ケイトに売られた少女が復讐にケイトを刺し、4人はサーニンを救って逃げ出す。

### Part.9 そして門の鍵
グレアムは父に追われ、アンジーは母に追われていた。4人は、死亡しているはずのシドニー・マーチンから手紙を受け取り続け、シドニーの幽霊屋敷に隠れ場所を求めた。シドニーは、マーチン一族の嫡子でありながら、一族に死んだ事にされて屋敷に幽閉されていた。グレアムとアンジーは親と対決するために街に戻る。サーニンとマックスとシドニーは、戻ってきた彼らを迎え入れるために門の鍵を開け、シドニーは勇気を出して一族に反抗する事にする。

### Part.10 山の上に吹く風は
- 登場人物については雪山事件の関係者も参照。

4人は雪山行きバスに乗る。同乗の逃亡中銀行強盗犯のジョイが、ルートを変えさせ、吹雪の中バスが遭難する。グレアムはその際胸を強く打ち、動けなくなる。同乗者の一人の歌手シャーリーは、ヘロインを所持しており、グレアムにも痛み止めとして薬を分けるも、歌を他の乗客に貶されて、吹雪の中行方不明になる。ジョイは、ラジオでバス乗車がばれた事を知り、マックスの目の前で拳銃自殺。マックスが銃を取り上げる。吹雪が止み、サーニンが助けを求めに向かい、他の乗客も下山をはじめる。
動けないグレアムを含む3人は山に残り、シドニーに頼まれ4人を追って同乗したアルフィーも残り、薪を探しに出る。
シャーリーを待つマネージャのギィも残るが、シャーリーが戻ってこないのはお前たちのせいだ、「いなくなれこの邪魔者、おまえさえ」とグレアムに襲い掛かった。その時グレアムから貰った薬を飲み寝ていたマックスは、自分が父親から「お前さえいなければ、邪魔者」と首を絞められた記憶の夢でうなされていて、無意識に「やめて」と銃をギイに向けて撃ってしまう。ギイは即死。動けないグレアムを置いて、アンジーは銃とギイの死体を引っ張って離れる。銃で自殺をしようとするも弾が無く、追って山に来ていたシドニーが見つけて、死体の処分を約束。グレアム・マックス・アルフィーも救助隊に救助される。一方、助けを求めて山を下りたサーニンは、先に下山組が雪崩に巻き込まれた知らせに、残りの3人を救えなかったと思い込み、救助本部から行方不明になる。救助されたグレアムは、精神のバランスが崩れ、物事に反応しなくなる。マックスは、面会でグレアムが反応しないのは、自分が悪い子だから拒絶されたと思い込み、失踪してしまう。アンジーは、グレアムをエイダに託し、生きるためにシドニーからジョイの拳銃を受け取る。

### Part.11 奴らが消えた夜
- 登場人物についてはマックスが過ごした孤児院の関係者も参照。

失踪したマックスは、汽車への無賃乗車で補導され、孤児院に引き取られた。世話係のジャネットと個性が強い孤児院の子たちとの生活に、アンジーとサーニンを心に描いて奮起する。グレアムを連想させる良い子のトビーや学校で級友のブラッドをマックスは無意識的に避けるが、ブラッドに指摘をされ、自分が彼にグレアムを見ていた事に気が付き、昔のグレアムに約束した事を思い出して、ブラッドと和解する。素行が荒れてゆくヴァトゥを気に掛けるが、ピクニック先で、ヴァトゥに無一文で置きざりにされる。アンジーはマックスの行方を捜し続けており、グレアムも回復して探索に同行。グレアムは、マックスらしい手ごたえがあった孤児院を訪れ、行方不明のマックスを探しに出る。道端で座り込んでいたマックスに、グレアムが追い付き、マックスはようやく「グレアム大好き」と言え、グレアムは微笑み返し、元の関係に戻る。

### Part.12 裏切者
- 登場人物についてはサーニンとエルバージェの事件の関係者も参照。

救助本部から失踪したサーニンは、キャシーに出会い、彼女の家に保護される。しかし3人が死んだものと絶望していたサーニンの心と手の傷が回復せず、キャシーの祖父の牧場に預けられる。3人が生きていることを知り、また将来の動物好きで牧場の空気とも合い、サーニンは元気に回復。扱いにくい暴れ馬だったエルバージュ（エル）と出会い、根気強く関係を作り、エルの馬主となる。
アンジーがサーニンを見つけて会いに来たが、サーニンは、馬主として牧場に残る。エルの父馬は好調・不調の波が激しく、あだ名は「裏切者」だったが、エルも3勝後惨敗した。調子が復活した後にサーニンは3人をレースに呼ぶ。ミセス・シグナンが、エルのために用意していた角砂糖を、マックスが口にして体がだるく動けなくなった事から、4人は八百長に気が付く。しかしキャシーを人質に、次のレースで負ける事を強要され、サーニンは騎手に成り変わってレースに参加し、ゴール手前で止まる。グレアムは黒幕がバーガー医師である事を見抜き、キャシーを解放するが、バーガー医師は既にエルを薬殺処分させるための偽診断書を書いていた。薬殺処分に向かうエルを4人で強奪して、また4人の生活に戻る。

### Part.13 窓のとおく
4人はエルと共にフー姉さまの別荘に転がり込んでいるが、エルの馬小屋を建てるために、水族館でバイトを始める。下宿先のダニーの家では、兄のカールがグレてで歩き、家族は飼い犬のロジャーのことしか会話しない。カールが爆発事故の犯人と疑われ警察に連れていかれ、ダニーも窓からカールらしい人物が逃げるのを見ていたが、マックスは、迷子になった時にカールと同じ服を着た人を見た事があった。グレアムが一芝居を打ち、「遺族に憎むべき人を憎ませなければいけない」とカールに犯人ではない事を告白させる。

### Part.14 バイバイ行進曲
グレアムは新聞記事から父の病気を悟り、自ら生家に戻ってきた。6歳のときに、「20歳になったらパパを殺す」と決意していたグレアムは、病で弱った父に葛藤する。グレアムの父は、和解のきっかけにと、グレアムの母が出て行った日に割れていた花瓶のことを「あれはおまえだろう」と繰り返し尋ね、エイダや叔父も和解を望むが、グレアムは「ボクじゃない」と言い続ける。父は、グレアムにピアノを弾いて見せた後に亡くなり、グレアムは弔いの葬送行進曲を弾く。その後睡眠薬入りのコーヒーで眠らされて、父の遺言で父の角膜移植手術を受ける。

### Part.15 カッコーの鳴く森
- 『はみだしっ子』の原型である『もうひとつの時』（詳細は過程についての項目を参照）が描き直されたもの（『もうひとつの時』との相違についてははみだしっ子#『もうひとつの時』と『カッコーの鳴く森』の主な相違点を参照）。

時は夏。気分転換にと4人は迂闊にも教会のサマーキャンプに申し込む。キャンプに向うバスの中で出会った少女に、森の中で再会したサーニン。サーニンは、反応しない彼女を「クークー（カッコー）」と呼び、一緒に多くの時間を過ごす。ある日川の上流のダムの放水で、濁流の中の岩にクークーが取り残される。サーニンは咄嗟に川に飛び込むが、先に牧師がクークーを助け、サーニンが濁流にのまれそうになる。マックスのお願いに反応して、クークーはサーニンの名前を大声で呼び、サーニンも助かる。クークーの保護者の牧師は、サーニンが彼女と親しくなろうとするのを好まず、その後はクークーに会わせてもらえないまま、サマーキャンプは終了する。

### Part.16 もうなにも…
サーニンが虫垂炎（盲腸）を発症し、グレアムが下車した駅は、4人が出会ったローリーの喫茶店のある町だった。グレアムはサーニンの入院で、父の主治医の力を借り、やってきた叔父から、4人を養子に貰い受けたいという人物がいることを知らされ、4人は動揺する。
グレアムとアンジーは、雪山事件を隠し通せるか悩む。「他人」という敵対者相手にならかたくなな心でいられても、「いることを認めてくれる」「親」にはどうすればいいのか、グレアムは苦悩するが、養子に行く事を決める。アンジーは母親に養子の書類にサインを貰いに行くも、母親は会う約束をすっぽかそうとする。「それでもボクは生きてきたからいいよね」とアンジーは今まで世話になった人たちを想い、「それでこわれるなら　こわれてしまえぼくの心」と養子に行く事を決める。

### Part.17 クリスマスローズの咲く頃
駅まで迎えに来たジャックを置いてけぼりにして、クリスマスローズの株を持ってクレーマー家に直接乗り込んで養子に来た4人。「どうせならこの養子の件成功させたいと 嫌われるよりは好かれたい」と意識しすぎて、ぎこちない。アンジーは、「かつて本来の自分で親子関係に失敗しているからおびえているのでは」と自問し、フリル付きの服装、タバコ、酒、近所の子供と喧嘩など、放浪時代の素行を挑発的に復活、ロナルドらジャックの友人たちに「バカ息子」と呼ばれる。買ってもらった50ccのバイクが、近所の酒乱の親の息子に壊され、アンジーは自分が壊した事にするが、その場面をロナルドが見ていて、4人のお披露目パーティーで暴露されてしまい、家出する。探索に出たサーニンは、ジャックが、ローリーの家を出たクリスマスの夜に自分達を助けてくれた医師だと気が付く。

### Part.18 ブルーカラー
実母に会うも「鬱陶しい」という感情を抱くグレアム。ブルーカラーの瞳のマックスを突き放し始める。マックスはクレーマー家にいる時間を減らそうと街中を駆け回り、トマーズ家の犬が産んだ子犬を可愛いがるが、「行く時困るから飼えない」とお気に入りの子犬をラルフに譲る。その子犬がリッチーに強奪され蹴られているのを見て、スーパーでリッチーと乱闘すると、翌日、マックスは地域の子供たちのボスになっていた。男の子供たちとの距離に戸惑いながらも、母であろうとするパム、3人がクレーマー家に馴染んできたのを見て、グレアムはある決意をした。

### Part.19 つれて行って
- エルに関わる登場人物についてはサーニンとエルバージェの事件の関係者を参照。
- リッチーの事件に関する登場人物はリッチー事件の関係者を参照。
- グレアムのバイト先トリスタンに関わる登場人物についてはグレアムのバイト先トリスタンの関係者を参照。
- グレアム家出に関する登場人物についてはグレアムの家出事件の関係者を参照。

ミセス・シグナンはエルとそっくりな馬ラッド・ダンサーを探し出し、エルとすり替えてエルをレースに出すことを提案するが、グレアムは「自由になってください」と拒絶。しかし、サーニンに無断でエルがラッドダンサーとすり替えられ、ジャックとアンジーが出走直前で阻止する。
地域の子供達のボスのマックスは、教会バザーでの子供劇を成功させるが、リッチーと仲間がマックスのグループメンバーを脅迫してグループが瓦解し、マックスもリッチーの罠にはまりかけたところに3人が駆けつけ、乱闘の最中に、グレアムがリッチーに刺され重傷を負った。その時のグレアムの言葉にアンジーは悩む。
マックスは責任を感じて塞ぎ込むが、ジャックに今までの不満とストレスを全てブチまけ、ジャックに受け止められて落ち着く。グレアム退院後、事件は裁判となる。グレアムとアンジーは、「人殺しが暴行罪の奴とっつかまえて『この悪党め』と叫んでいる」図に複雑な思いを抱く。リッチーの弁護人フランクファーターは、「裕福な家庭の我がままな子供」対「貧乏な家庭の虐げられてきた子供」の構図に当てはめ、陪審員に「子供は本来善良なもの」と深層心理で抱いている願望を与えることで、リッチーがグレアムを刺したのは「事故だった」という論戦をはり、成功を収めつつあった。グレアムはフランファーターの弁論に酷く心を乱され、言動を皆が心配するが、リッチーとフランクファーターを罠にかけ、裁判に勝訴する。その後、雪山事件で射殺されたギイの義妹と会うために、二度と戻らない心積もりで、家を出て飛行機に乗る。その夜アンジーは、ジャックに雪山で何があったのかを問われ、グレアムと家出を考える。しかし翌日、グレアムの部屋で置手紙を見つけ、グレアムが死んでしまう、とジャックとロナルドに頼って、共にグレアムの後を追う。
グレアムは、雪山で射殺されたギイの義妹のフェル・ブラウンに会い、自分がギイを殺した事、自分に復讐しても構わない事を申し出るが、フェル・ブラウンに、「自由になって」と、拒絶され、街を彷徨い、右目を覆っていた前髪を上げる。グレアムが夜中にこっそり抜け出してピアノ弾きのバイトをしていたバー「トリスタン」でグレアムと仲が良かったダナも、「なにかある」と勘づいてグレアムの後を追って来ており、その夜グレアムはダナと結ばれる。翌早朝、ホテルを出て車に乗るグレアムを、アンジーが見つけて後を追う。海岸で、「もう誰かのために生きたくない」というグレアムに、アンジーは雪山事件で使われた銃を発砲し、死ぬことを許さないとグレアムを脅す。ジャックとロナルドが追い付き、アンジーに銃を隠させ、グレアムの自殺は未遂に終わる。
その頃クレーマー家では、サーニンがクークーの死を知ってショックを受け、マックスがパムを気遣い留守宅を守る。
帰宅後グレアムは自室に引きこもり、アンジーは深い孤独に悩む。アルフィーが事故で亡くなり、アンジーは、将来ジャックの後を継いで医者になる事を決める。グレアムの元に、クークーの後見人だった牧師が会いに来たが、グレアムの言葉に腹を立てて殴ろうとしたはずみに、窓から落ちて重症を負う。グレアムはフランクファーターは嫌だと叫び、ジャックはグレアムの言葉を受け止め、グレアムを諭して、自宅に帰す。その夜グレアムはサーニンに、クークーが亡くなる前に「Oh, the cuckoo（クークー）」というフレーズで始まる曲を追って病院を抜け出した話をし、サーニンは、クークーが自分に向かって駆けだしたと納得する。サーニンに左手を預けて眠った翌日、グレアムはトリスタンで、ジャックに、自分が4年前にフェル・ブラウンの義兄を射殺したと告白する。

## 番外編
番外編の多くは4人+α の登場人物によるコミカルなショートストーリーだが、「サーニンのメモノート」や「PART18とPART19の間」のような本編を補完する短編も含まれている。
＜文庫版収録順＞
- ボクの友達
- 眠れぬ夜
- ボクは友達
- ボクと友達
- ボクが友達
- ボクも友達
- A(ANGIE)
- G(GRAHAM)
- M(MAX)
- S(SARNIN)
- きのうみた夢どんな夢
- 長い夜
- アンジー・アンチー君アルバイト ア・ラ・カ・ル・ト
- 愛しのオフィーリア
- ついに出てこなかったSの顔
- G・A・S・Mのお料理教室
- ついに嫌われたMの大冒険
- 線路の夜
- 音楽教室
- 拷問教室
- サーニンのメモノート
- 整り整とん教室
- もっと焚木を!
- PART18とPART19の間
- ミスター・グレンマイヤーの休日
- 楽屋裏（1980年発表）
- 楽屋裏（1981年発表）
- オクトパス・ガーデン

グレアムの分身グレアムペンギンの親玉グレの超短編物語。ペンギンの卵を盗んで育てていたが上手くいかず、アザラシに就職した。「ビートルズの「オクトパス・ガーデン」という曲しっている？」で始まり、「つまり・・・「はみだしっ子」とはこういうお話だったのですよ。」で終わる。

## 構想・設定の変化の過程

### 概要
『はみだしっ子語録』内の作者による『はみだしっ子メモリアル』（文庫版第6巻に再録）によれば高校1年生のときの11冊のノートに書かれた「小説もどき」が最初であり、次いで高校2年生のときにB4ノート3冊に書き直された。
その後漫画の形式をとるようになり、マックスがクレーマー家に養子に行く話、『カッコーの鳴く森』の原型となる話（30ページ版と担当から分かりやすく直すよう命じられて描かれた60ページ版）を描き、持ち込んだが没となり、担当から「小さい時の話から描いてみないか」として出来上がったのがPart.1である。
これらの原型のいくつかは『LOST AND FOUND 三原順秘蔵作品集』に収録されている。上記の過程順に並べると以下のようになる（収録順は逆）。
- 小説『Day Tripper』
- 小説『マックス』
- 『もうひとつの時』（『カッコーの鳴く森』の原型、60ページ版）

### 『もうひとつの時』と『カッコーの鳴く森』の主な相違点
以下では『もうひとつの時』を『時』と『カッコーの鳴く森』を『森』と略記する。
- 自閉症の女の子の本名：『時』ではエレーヌ、『森』ではマーシア
- 物語の冒頭、『時』ではバーの地下室に下宿、『森』では雑貨店の住み込みバイト
- 『森』ではキャンプが教会主催であることは申し込んだ後に発覚（グレアムだけは気づいていた）が、『時』では申し込み前に全員が認識
- 『森』では4人は最初ミセス・バートンなどに歓迎されたが、『時』では最初から全員に拒絶される雰囲気
- 『森』ではサーニンが触れただけでマーシアが悲鳴を上げたが、『時』では触れただけでは無反応でタオルケットを頭から被せたら悲鳴を上げた
- 『森』ではサーニンが恋心を抱いたことは3人に告白していないが、『時』ではサーニンがお風呂に入るエピソードの前に相手まで3人に告白している
- 『時』ではサーニンとエレーヌの密会を3人全員が協力してバックアップするが、『森』で明確に協力しているのはマックスのみ（グレアムは裏で調査をするなど協力、アンジーは最後まで反対）
- 『森』にあったサーニンがマーシアの耳を押えてあげてマーシアが一人で食事ができるエピソードが『時』ではない
- 『森』では4人のほかの少年たちは、サーニンが溺れかけたときマーシアに彼の名を呼ばせるよう牧師に意見するなど4人に好意的であったが、『時』では「ミイラとりがミイラになった!!」と囃し立てるなど悪意を見せ付けている
- 『森』ではサーニンを追って泳いでくるのはグレアム、『時』ではアンジー
- 『森』ではマーシアは最後にサーニンに笑い顔を返すが、『時』ではエレーヌは牧師の洗脳によってサーニンを恐れ避けるようになっていた

## BSマンガ夜話
1997年9月24日、シリーズ第4弾第3夜のテーマとして取り上げられた。出演者は司会：大月隆寛、川村ティナ、レギュラー出演者：いしかわじゅん、岡田斗司夫、村上知彦、ゲスト出演者は鷺沢萠、清水ミチコ。冒頭のマンガ紹介が物語前半(Part.9まで)しか取り上げず、アンジーの足の病気を母親に棄てられた心因性のものと誤るなどの問題があった。

### 番組中で触れられた他の作品
- 三原順の作品
ルーとソロモン（『はみだしっ子』に対する自己批評になっているのではないか）、ビリーの森ジョディの樹（『はみだしっ子』の続編ではないのか）
- マンガ表現技術
ビー・バップ・ハイスクール（コマ割構成力がなく、「顔・セリフ・顔・セリフ」の連続になっているところが似ている）、攻殻機動隊（ネームの多さ、複数回読まないと全体を把握できない）
- 同時代の作品
キャンディ・キャンディ、ガラスの仮面

## 出版
以下の書籍において、今日の社会的情勢に鑑み、一部の言葉が初出と異なっている箇所（アンジーに関する台詞が「びっこ」であったものが、「松葉杖」に置き換えられているなど）があるものがある。

### 単行本
いずれも白泉社の花とゆめコミックスから刊行された。
- われらはみだしっ子 三原順傑作集 1976年2月初版 ISBN 4-592-11021-8
- はみだしっ子2 夢をごらん 三原順傑作集2 1976年9月初版 ISBN 4-592-11022-6
- はみだしっ子3 そして門の鍵ほか 1977年4月初版 ISBN 4-592-11023-4
- はみだしっ子4 山の上に吹く風は 1977年8月初版 ISBN 4-592-11024-2
- はみだしっ子5 奴らが消えた夜 1978年1月初版 ISBN 4-592-11025-0
- はみだしっ子6 裏切者 1978年4月初版 ISBN 4-592-11026-9
- はみだしっ子7 窓のとおく 1979年1月初版 ISBN 4-592-11027-7
- はみだしっ子8 カッコーの鳴く森 1979年3月初版 ISBN 4-592-11028-5
- はみだしっ子9 ブルーカラー 1980年4月初版 ISBN 4-592-11029-3
- はみだしっ子10 つれて行ってその1 1980年10月初版 ISBN 4-592-11030-7
- はみだしっ子11 つれて行ってその2 1981年1月初版 ISBN 4-592-11031-5
- はみだしっ子12 つれて行ってその3 1981年10月初版 ISBN 4-592-11032-3
- はみだしっ子13 つれて行ってその4 1981年11月初版 ISBN 4-592-11033-1
- ロング アゴー 1982年12月初版 ISBN 4-592-11682-8 （ジャックとロナルドの少年期・青年期を描いた表題作とはみだしっ子番外編を収録）

### 愛蔵版
白泉社より発行されたはみだしっ子全集。単行本では第1巻に作者の他作品が収録されたり、『ロング アゴー』に番外編が収録されていたが、愛蔵版には『はみだしっ子』シリーズのみ収録。
- はみだしっ子【全集】 第1巻 1992年12月初版 ISBN 4-592-13819-8
- はみだしっ子【全集】 第2巻 1993年2月初版 ISBN 4-592-13820-1
- はみだしっ子【全集】 第3巻 1993年3月初版 ISBN 4-592-13821-X
- はみだしっ子【全集】 第4巻 1993年4月初版 ISBN 4-592-13822-8
- はみだしっ子【全集】 第5巻 1993年5月初版 ISBN 4-592-13823-6

### 文庫版
白泉社より発行された文庫コミックス。
- 第1巻 1996年3月初版 ISBN 4-592-88211-3
- 第2巻 1996年3月初版 ISBN 4-592-88212-1
- 第3巻 1996年3月初版 ISBN 4-592-88213-X
- 第4巻 1996年6月初版 ISBN 4-592-88214-8
- 第5巻 1996年6月初版 ISBN 4-592-88215-6
- 第6巻 1996年6月初版 ISBN 4-592-88216-4

#### 文庫版付録
文庫版には関連書籍である『はみだしっ子全コレクション』や『はみだしっ子語録』に掲載されたインタビューや作者の知人らによる解説が収録されている。
- 第一巻付録 川原泉解説 私は陰気なグレアム君のファン
- 第二巻付録 鷺沢萠解説 「異常なほど魅力的」な作品
- 第三巻付録 特別対談 三原順V.Sくらもちふさこ くらもちふさこによる追記
- 第四巻付録 猪飼幹太解説 「三原順」という奇跡
- 第五巻付録 市川ジュン解説 最初の光を見てた
- 第六巻付録 著者インタビュー 三原順へ100のQ&A はみだしっ子メモリアル

### 関連書籍
- 『はみだしっ子語録』白泉社、1981年6月発行
- 『はみだしっ子全コレクション』白泉社、1982年5月発行、ISBN 4-592-73011-9（2001年、復刊ドットコムの交渉により復刊された）

### イメージアルバム
- サウンド・コミック・シリーズ はみだしっ子（キャニオン・レコード、1983年2月21日、LP C25G0164, CT 25P7265）

谷山浩子のプロデュースでイメージアルバムが発売されている。

## 舞台化

### 劇団Studio Life公演
劇団スタジオライフによって2017年から2020年までの間に3回、舞台演劇として上演された。脚本と演出はいずれも倉田淳が担当した。公演はいずれもDVDソフト化されている。

#### 2017年
「はみだしっ子」
日程・会場：2017年10月20日 - 11月5日、東京芸術劇場 シアターウエスト
脚本・演出：倉田淳
配役
- グレアム：岩﨑大、仲原裕之、久保優二
- アンジー：山本芳樹、松本慎也、宇佐見輝
- サーニン：緒方和也、千葉健玖、澤井俊輝
- マックス：田中俊裕、伊藤清之(Fresh）、若林健吾
- レディ・ローズ：曽世海司
- 紳士1：藤原啓児
- カップル男A：船戸慎士
- カップル女A：久保優二、岩﨑大
- 主婦1：仲原裕之、久保優二
- 主婦2：藤原啓児
- 男子1：澤井俊輝、千葉健玖
- 男子2：千葉健玖、緒方和也
- 男子3：鈴木宏明(Fresh）
- 放浪の男：船戸慎士
- 女子店員：仲原裕之、宇佐見輝
- 船乗り1：前木健太郎(Fresh）
- 船乗り2：千葉健玖、緒方和也
- カップル男B：澤井俊輝、山本芳樹
- カップル女B：伊藤清之(Fresh）、田中俊裕
- イブ・ホーン：久保優二、岩﨑大
- ボビー：牛島祥太
- イブの姉：仲原裕之、岩﨑大之
- ダイアナ：吉成奨人
- おじいちゃま：藤原啓児
- 監督：船戸慎士
- 給仕：澤井俊輝、山本芳樹
- パーティーの客：曽世海司
- エイダ：松本慎也、宇佐見輝
- オフィーリア：若林健吾、田中俊裕
- グレアムの伯母：曽世海司
- グレアムの父：船戸慎士
- 神父：藤原啓児

#### 2018年
「はみだしっ子 〜in their journey through life〜」
前作の続編となるエピソードを展開する。
日程･会場：2018年10月6日 - 21日、シアターサンモール（東京公演）
日程･会場：2018年11月2日 - 4日、ABCホール（大阪公演）
脚本・演出：倉田淳
配役
- グレアム：岩﨑大、仲原裕之、久保優二
- アンジー：山本芳樹、松本慎也、宇佐見輝
- サーニン：緒方和也、千葉健玖、澤井俊輝
- マックス：田中俊裕、伊藤清之、若林健吾
- ケイト：宇佐見輝、緒方和也
- メイ：吉成奨人
- 家出少女：伊藤清之、若林健吾、田中俊裕
- サングラスの男：前木健太郎、鈴木宏明
- マイラ：藤原啓児
- シドニー・マーチン：久保優二、岩﨑大
- イヴ・ホーン：仲原裕之、久保優二
- エイダ：松本慎也、宇佐見輝
- グレアムの父：船戸慎士
- スパイのメイド：千葉健玖、澤井俊輝
- 市役所職員：牛島祥太
- 薬屋店主：鈴木宏明、山本芳樹

#### 2020年
「はみだしっ子 〜White Labyrinths〜」
「山の上に吹く風は」のエピソードを展開する。
日程･会場：2020年1月8日 - 19日、シアターサンモール
脚本・演出：倉田淳
配役
- グレアム：仲原裕之、関戸博一
- アンジー：松本慎也、宇佐見輝
- サーニン：千葉健玖、澤井俊輝
- マックス：伊藤清之、八島諒（BACSエンターテイメント）
- シドニー：田中彪（T-gene）
- アルフィー：船戸慎士
- シャーリー：石飛幸治
- ギィ・サリバン：曽世海司
- ジョイ：澤井俊輝	松本慎也
- 少女のアンジー：八島諒（BACSエンターテイメント）、伊藤清之
- 若い男：吉成奨人
- 若い女：鈴木宏明
- 眼鏡の紳士：富岡良太
- バスの運転手：宇佐見輝、千葉健玖
- 救助隊の男：石飛幸治
- 救助隊の女：曽世海司
- 救助隊員：富岡良太
- 看護婦：八島諒（BACSエンターテイメント）、伊藤清之
- 医師：宇佐見輝、仲原裕之
- 学生1：澤井俊輝、千葉健玖
- 学生2：鈴木宏明
- キャシー：吉成奨人
- キャシーの母：石飛幸治
- 警部：曽世海司
- 刑事：鈴木宏明
- 少女のアンジーの母：石飛幸治
- エイダ：宇佐見輝	松本慎也

他、役名なしが数名